# Карелин, Александр Александрович

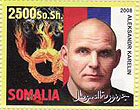
А. Карелин на почтовой марке Сомали. 2008 г.

Алекса́ндр Алекса́ндрович Каре́лин (род. 19 сентября 1967, Новосибирск, РСФСР, СССР) — советский и российский спортсмен, борец классического (греко-римского) стиля, трёхкратный победитель Олимпийских игр, девятикратный чемпион мира, 12-кратный чемпион Европы, 13-кратный чемпион СССР, государственный и политический деятель, депутат Государственной Думы пяти созывов, член Совета Федерации (с 2020), где вошёл в Комитет  по международным делам. Член президиума генерального совета политической партии «Единая Россия». Заслуженный мастер спорта СССР (1988), Герой Российской Федерации (1996)
Трёхкратный победитель Олимпийских игр (1988, 1992, 1996; в категории до 130 кг), девятикратный чемпион мира (1989—1991, 1993—1995, 1997—1999), 12-кратный чемпион Европы (1987—1991, 1993—1996, 1998—2000), серебряный призёр Олимпийских игр 2000 года, чемпион мира среди юниоров 1988 года, 13-кратный чемпион СССР, СНГ и России (1988—2000). Победитель Кубка «Абсолютный чемпион мира» 1989. Четыре раза награждён «Золотым поясом», как лучший борец планеты — в 1989, 1990, 1992, 1994 гг. Победитель IV международного турнира «На призы Александра Карелина» (1995). Шестикратный победитель международного турнира памяти Ивана Поддубного. Был признан лучшим спортсменом года в мире. Два раза был признан лучшим спортсменом России. За всю спортивную карьеру выиграл 888 поединков (887 в борьбе и 1 в ММА) и потерпел лишь два поражения. Включён в число 25 лучших атлетов мира XX столетия. Занесён в Книгу рекордов Гиннесса как спортсмен, в течение тринадцати лет не проигравший ни одной схватки. И в течение 6 лет не проиграл ни одного балла во всех официальных поединках. Известны случаи, когда соперники отказывались бороться с ним.

## Спортивная карьера

### Начало
В 13 лет (его рост составлял 178 см, вес 78 кг) начал заниматься спортом в родном городе Новосибирске. В 1981 году он записался в секцию классической борьбы при электротехническом институте. Первый тренер Карелина Виктор Кузнецов остался его единственным наставником на всю спортивную жизнь. В 1984 году Карелин выполнил норматив Мастера спорта СССР, а в 1985 году выполнил норматив Мастера спорта СССР международного класса. В 1985 году пришёл первый успех — Карелин стал чемпионом мира среди молодёжи. В 1986 году на турнире в Швеции чемпион мира Томас Юханссон отказался от схватки в финале с Карелиным, и 1 место было отдано Карелину.
Оттачивал приём «обратный пояс» у тренера Сергея Владимировича Авдеева.
Служил во внутренних войсках МВД СССР.
В 1988 году, несмотря на сотрясение мозга и высокую температуру, впервые стал чемпионом СССР. Впервые выиграл на «туше» у лидера сборной СССР, двукратного чемпиона мира Игоря Ростороцкого. Тренеры сборной не удовлетворились этими результатами, и в июле между борцами устроили дополнительный отбор, который выиграл со счётом 2:0 21-летний Карелин. В этом же году стал победителем Гран-При в немецком Нойсе и гран-при FILA Grand Prix Gala 1988 международной федерации любительской борьбы в Будапеште.
В 1988 году участвовал в первой своей Олимпиаде. Весил 112 кг. В финале Олимпиады в Сеуле встречался с болгарином Рангелом Геровски. Первый период Александр проиграл 2:3, но в итоге победил за 15 секунд до конца схватки своим любимым приёмом — броском «обратный пояс» — 5:3. Сразу после Олимпиады ему было присвоено звание «Заслуженный мастер спорта СССР».
В 1990 году на чемпионате мира в Остии приёмом «обратный пояс» выиграл все схватки на «туше». На турнире в ФРГ весной в 1991 году этим же приёмом выиграл все схватки на «туше». В 1992 году в финале Олимпийских игр в Барселоне чисто выиграл у чемпиона мира и двадцатикратного чемпиона Швеции Томаса Юханссона. Шведский борец не продержался больше двух минут. В 1993 на чемпионате мира, в первой же схватке с американским борцом Мэттом Гаффари победителем Кубка мира получил травму: повредил два ребра с правой стороны. Одно — нижнее — оторвалось, другое — рядом с ним — сломалось. Через 20 минут после схватки с Гаффари Карелин вышел на схватку с Йоханссоном, который уже знал о его травме. Карелину удалось трижды вытащить его на «обратный пояс» и бросить. Карелин выиграл со счётом 12:1. В финале победил Сергея Мурейко и снова стал чемпионом мира. В 1994 на чемпионате мира в финале победил Эктора Милиана (Куба) — олимпийского чемпиона в весовой категории до 100 кг. Кульминацией года был «Матч века» по греко-римской борьбе между сборными мира и России, проходивший в московском спорткомплексе «Дружба». Схватка Карелина с Эктором Милианом закончилась на «туше» через 1 минуту 29 секунд. Сборная России победила с общим счётом 9:1. В 1995 в финале чемпионата мира победил Сергея Мурейко. В октябре 1995 года в Новосибирске проходил IV международный турнир на призы Александра Карелина, сам Карелин принял в нём участие, выиграл все схватки досрочно на «туше», каждую со счётом 10:0. Кульминацией турнира стал поединок между ним и Мэттом Гаффари, который Карелин выиграл, проведя амплитудный «обратный пояс» — счёт 10:0. В 1996 году в марте на чемпионате Европы в схватке с Дмитрием Дебелкой получил травму — отрыв большой грудной мышцы. Как и три года назад, вышел в финал, боролся буквально одной рукой и победил Петра Котка (Украина) со счётом 3:0. Приступил к тренировкам только в июне, а в июле поехал на Олимпиаду в Атланту. В Атланте также доминировал даже с незалеченной тяжелейшей травмой. За 3 минуты 11 секунд победил чемпиона Африки Омрана Айари со счётом 10:0, затем добился «чистых» побед над Юхой Ахокасом (Финляндия) и Панайотесом Пойкилидисом (Греция). В полуфинале за 8 минут победил Сергея Мурейко со счётом 2:0. Схватка с ним проходила тяжело: острая боль была причиной «неуправляемости руки». На Олимпийских играх 1996 года в Атланте в финале Карелин вновь победил Гаффари со счётом 1:0. После конца поединка Гаффари заплакал. В 1997 на чемпионате мира в финале Карелин победил Михай Деак-Бардоша (Венгрия) своим «обратным поясом» со счётом 11:0. В 1998 на чемпионате Европы в финале за 2 минуты 27 секунд Карелин победил Георгия Салдадзе (Украина). В 1998 на чемпионате мира в финале Карелин снова победил Гаффари на «туше». В 1999 на чемпионате мира в финале Карелин победил Эктора Милиана со счётом 3:0. В 2000 году на чемпионате России в финале Карелин боролся с температурой под 40 и насморком, победив Юрия Патрикеева.
В 2000 году на Сиднейской Олимпиаде в первой схватке Карелину противостоял один из самых сильных соперников — Сергей Мурейко (Болгария). Карелин выиграл эту схватку со счётом 3:0. Во второй схватке Карелин победил  Михая Деак-Бардоша (Венгрия) на «туше». В четвертьфинале победил Георгия Салдадзе (Украина). В полуфинале победил Дмитрия Дебелко (Белоруссия). В финале встретился с американским борцом Рулоном Гарднером. После первого периода счёт был 0:0, по действовавшим тогда правилам, после перерыва атлетов поставили в крестовой захват. Карелин первым разжал руки, что являлось нарушением правил, Гарднеру присудили выигрышный балл. В результате со счётом 1:0 выиграл американский борец, а Карелин впервые за 13 лет получил серебряную награду. После Игр в Сиднее Александр Карелин завершил спортивную карьеру.

### Смешанный стиль
В 1999 году Карелину поступило предложение провести бой по правилам смешанных единоборств с бойцом из Японии Акирой Маэдой. Призовой фонд составлял 1 000 000 долларов США. Бой состоялся 20 февраля 1999 года в Токио. В соответствии с Олимпийской хартией Карелин не имел права участвовать в коммерческих боях, поэтому бой проводился без вознаграждения. И Карелин, и Маэда могли использовать приёмы смешанных единоборств, однако, находясь на ринге без перчаток, не могли наносить удары кулаками. Карелин заявил перед боем, что ему будет достаточно «бороться по своим правилам». Александр Карелин победил в этом поединке по очкам: уставшему Маэде после боя понадобилась помощь, чтобы идти.

## Статистика

### Результаты на крупнейших соревнованиях в 1986—2000 годах
| Год  | Олимпийские игры | Чемпионат мира | Кубок мира по борьбе | Гран-при Ивана Поддубного | Чемпионат Европы | Международные турниры | Спартакиада народов СССР | Чемпионат СССР, СНГ, России | Чемпионат РСФСР |
| ---- | ---------------- | -------------- | -------------------- | ------------------------- | ---------------- | --------------------- | ------------------------ | --------------------------- | --------------- |
| 1986 |                  |                |                      | 1                         |                  | 1                     | 1                        |                             | 1               |
| 1987 |                  |                | 1                    | 1                         | 1                |                       |                          | 2                           | 1               |
| 1988 | 1                |                |                      |                           | 1                | 1 · 1 · 1             |                          | 1                           |                 |
| 1989 |                  | 1              |                      |                           | 1                | 1                     |                          | 1                           |                 |
| 1990 |                  | 1              |                      |                           | 1                |                       |                          | 1                           |                 |
| 1991 |                  | 1              |                      |                           | 1                | 1                     | 1                        | 1                           |                 |
| 1992 | 1                |                | 2                    |                           |                  |                       |                          | 1                           |                 |
| 1993 |                  | 1              |                      |                           | 1                |                       |                          | 1                           |                 |
| 1994 |                  | 1              |                      |                           | 1                | 1                     |                          | 1                           |                 |
| 1995 |                  | 1              |                      | 1                         | 1                | 1                     |                          | 1                           |                 |
| 1996 | 1                |                |                      |                           | 1                |                       |                          | 1                           |                 |
| 1997 |                  | 1              |                      |                           |                  |                       |                          | 1                           |                 |
| 1998 |                  | 1              |                      | 1                         | 1                |                       |                          | 1                           |                 |
| 1999 |                  | 1              |                      |                           | 1                |                       |                          | 1                           |                 |
| 2000 | 2                |                |                      |                           | 1                |                       |                          | 1                           |                 |

### Смешанный стиль (1999 год)
| Боёв 1   | Побед 1 | Поражений 0 |
| -------- | ------- | ----------- |
| Решением | 1       | 0           |

| Результат | Рекорд | Соперник    | Способ               | Турнир               | Дата            | Раунд | Время | Место         | Примечание |
| --------- | ------ | ----------- | -------------------- | -------------------- | --------------- | ----- | ----- | ------------- | ---------- |
| Победа    | 1-0    | Акира Маеда | Единогласное решение | Rings: Final Capture | 21 февраля 1999 | 3     | 5:00  | Токио, Япония |            |

## Техника
Коронным броском Карелина являлся «обратный пояс». В 1991 году одним из обозревателей отмечалось, что среди тяжеловесов такой бросок выполняет только Карелин.

## Спортивные рекорды
- Занесён в Книгу рекордов Гиннесса как спортсмен, в течение тринадцати лет не проигравший ни одной схватки.
- Первый трёхкратный Олимпийский чемпион до 130 кг греко-римского стиля.
- Девятикратный чемпион мира до 130 кг греко-римского стиля.
- Двенадцатикратный чемпион Европы до 130 кг греко-римского стиля.
- Тринадцатикратный чемпион СССР, СНГ и России до 130 кг греко-римского стиля.
- За всю спортивную карьеру выиграл 888 поединков
- Три раза был знаменосцем сборной страны на открытии трёх Олимпийских игр 1988 — СССР, 1992 — СНГ, 1996 — России
- Первым в 21 год стал самым молодым Олимпийским чемпионом до 130 кг греко-римского стиля.
- В 1986 году принял участие в четырнадцати турнирах и все турниры были выиграны.

## Спортивные достижения
В 1982 году
- 3 место на первенстве города Новосибирска среди юношей.

В 1983 году
- 1 место на первенстве города среди юношей.
- 2 место на первенстве Центрального Совета «Буревестника».

В 1984 году
- 1 место на первенстве РСФСР среди юношей (1966—67 г. р.).
- 2 место на первенстве СССР среди юниоров.
- место на международных играх социалистических стран Дружба-84 среди юниоров.
- 1 место на международном турнире среди молодежи.

В 1985 году
- 1 место на Всесоюзном турнире памяти «Молодогвардейцев» среди юниоров.
- 1 место на международном турнире в (Белоруссии).
- место на чемпионате мира среди юниоров в (Колорадо-Спрингс) США.

В 1986 году
- 1 место на Первенстве СССР среди юниоров.
- место на IV летняя Спартакиаде народов РСФСР.
- место на Международном турнире памяти Ивана Поддубного (Гран-при Ивана Поддубного).
- место на Спартакиаде народов СССР
- место на Первенстве Европы среди юниоров (1966—67 г. р.) в (Мальмё) Швеция.
- 1 место на Чемпионате РСФСР.

Результаты в 1987 году:
- место на чемпионате мира среди юниоров в (Бернаби) Канада.
- место на чемпионате СССР, проиграл в последний раз — Игорю Ростороцкому со счётом 0:1
- 1 место на чемпионате СССР среди юниоров в Таллине
- место на международном турнире Ивана Поддубного (Гран-при Ивана Поддубного).
- место на чемпионате Европы
- место на Кубке мира
- 1 место на чемпионате РСФСР

В 1988 году
- место на чемпионате СССР в (Тбилиси).
- место на Чемпионате Европы в (Кульботне).
- 1 место на гран-при (FILA) в (Нойсе, Германия).
- 1 место на гран-при (FILA) в (Будапеште, Венгрия).
- 1 место на международном турнире в (Румынии).

В 1989 году
- место на чемпионате СССР в (Минске).
- место на Чемпионате Европы в (Оулу).
- 1 место на Кубке «Абсолютный чемпион мира»
- место на Чемпионате мира в (Мартиньи).

В 1990 году
- место на чемпионате СССР в (Кишинёве).
- место на Чемпионате Европы в (Познаньи).
- место на Чемпионате мира в (Остии).

В 1991 году
- место на чемпионате СССР в (Запорожье).
- 1 место на международном турнире в ФРГ.
- место на Чемпионате Европы в (Ашаффенбурге).
- место на Спартакиаде народов СССР
- место на Чемпионате мира в (Варне).

В 1992 году
- место на чемпионате СНГ в (Ростове-на-Дону).
- место на командном Кубке мира (в своей встрече победил)
- место на Чемпионате Европы в (Копенгагене).

В 1993 году
- место на Чемпионате России.
- место на Чемпионате Европы в (Стамбуле).
- место на Чемпионате мира в (Стокгольме).

В 1994 году
- место на Чемпионате России в (Новосибирске).
- место на Чемпионате Европы в (Афинах).
- место на Чемпионате мира в (Тампере).
- 1 место в личном зачете на «Матче века» Кубковая встреча сборной России и мира.

В 1995 году
- место на Чемпионате России в (Барнауле).
- место на международном турнире Ивана Поддубного (Гран-при Ивана Поддубного).
- место на Чемпионате Европы в (Безансоне).
- место на Чемпионате мира в (Праге).
- место на международном турнире на Призы Александра Карелина

В 1996 году
- место на Чемпионате России в (Краснодаре).
- место на Чемпионате Европы в (Будапеште).

В 1997 году
- место на Чемпионате России в (Перми).
- место на Чемпионате мира в (Вроцлаве).

В 1998 году
- место на Чемпионате России в (Ростове-на-Дону).
- место на международном турнире Ивана Поддубного (Гран-при Ивана Поддубного).
- место на Чемпионате Европы в (Минске).
- место на Чемпионате мира в (Евле).

В 1999 году
- место на Чемпионате России в (Москве).
- место на Чемпионате Европы в (Софие).
- место на Чемпионате мира в (Афинах).

В 2000 году
- место на Чемпионате России в (Воронеже).
- место на Чемпионате Европы в (Москве).

### Заслуги
Трёхкратный победитель Олимпийских игр в категории до 130 кг (1988, 1992, 1996), девятикратный чемпион мира (1989—1991, 1993—1995, 1997—1999), двенадцатикратный чемпион Европы, серебряный призёр Олимпийских Игр 2000 года, чемпион мира среди юниоров 1985 года, 13-кратный чемпион СССР, СНГ и России (1988—2000). Был знаменосцем сборной страны на открытии трёх Олимпийских игр 1988 — СССР, 1992 — СНГ, 1996 — России.
Международной федерацией объединённых стилей борьбы Александр Карелин признан величайшим борцом греко-римского стиля XX века.
Обладатель приза движения фейр-плей за честную игру в спорте, основанного Олимпийским комитетом России.
Участвовал в открытии памятника В. С. Высоцкому в Новосибирске 25 июля 2005 года.
7 декабря 2013 года зажег чашу олимпийского огня в Новосибирске.
Участвовал в церемонии выноса на стадион олимпийского огня во время открытия зимних Олимпийских игр в Сочи 7 февраля 2014 года.
С 2004 г. в Сочи (Краснодарский край) на базе пансионата «Весна» функционирует Центр подготовки национальных сборных команд России имени Александра Карелина.
С 2007 г. в Красноармейске (Московская обл.) открылась детско-юношеская школа борьбы имени Александра Карелина.
C 1992 года по 2011 год в России, в городах Сибирского Федерального округа проводились турниры по борьбе «Приз Карелина». Международный турнир по греко-римской борьбе «Приз Карелина» проводился с 1992 года по 2011 год в семи городах Сибирского федерального округа. Состязания принимали: Барнаул (1992, 1993, 1994, 2003, 2007 [все турниры среди юношей-атлетов в возрасте 15—16 лет]), Новосибирск (1995 [взрослые], 1997, 2001, 2009, 2011 [все турниры среди юношей-атлетов в возрасте 15—16 лет]), Омск (1996 [юниоры], 2000, 2008 [все турниры среди юношей-атлетов в возрасте 15—16 лет]), Томск (1998, 2004, 2010 [все турниры среди юношей-атлетов 15—16 лет]), Кемерово (1999 [юноши-атлеты в возрасте 15—16 лет]), Новокузнецк (2002 [юноши-атлеты в возрасте 15—16 лет]), Чита (2005 [юноши-атлеты в возрасте 15—16 лет, кубковый формат]). Два десятилетия «Приза Карелина» — это более 30 подаренных борцовских ковров, несколько десятков отремонтированных и построенных тренировочных залов и комплексов для занятий спортивной борьбой в городах Сибири, Забайкалья и Дальнего Востока.
С 1997 года «Призу Карелина» присвоен статус отборочного к первенствам мира и Европы по греко-римской борьбе среди кадетов (15—16 лет). Турнир стал стартовой площадкой для юных атлетов, желающих добиться высоких результатов на престижных соревнованиях по греко-римской борьбе. «Приз Карелина» — это модель проведения чемпионатов мира, Европы и Олимпийских игр.
За 20 лет в состязаниях участвовали более 10 тысяч атлетов из краёв и областей России, стран ближнего и дальнего зарубежья. В том числе, в разные годы на «Приз Карелина» приезжали спортивные делегации из Армении, Белоруссии, Венгрии, Казахстана, Кыргызстана, Сербии, США, Узбекистана, Украины, Финляндии. Турнир посетили более полумиллиона зрителей.
Пятеро победителей «Приза Карелина» становились победителями Олимпийских игр. Это Александр Карелин (1988, 1992, 1996), Мурат Карданов (2000), Вартерес Самургашев (2000), Алексей Мишин (2004), Роман Власов (2012, 2016).

## Работа и общественная деятельность
Александр Карелин окончил Новосибирский автотранспортный техникум, затем Омский институт физической культуры. С 1995 по декабрь 1999 Александр Карелин — сотрудник налоговой полиции России. Специальное звание: полковник налоговой полиции.
В 1999 году возглавлял политическое движение «Единство» на Выборах в Государственную думу.
С 2001 года Александр Карелин — член Высшего совета партии «Единая Россия».
Депутат Государственной думы РФ пяти созывов (1999—2003, 2003—2007, 2007—2011, 2011—2016, 2016—2017). Был членом думского Комитета по охране здоровья и спорту, членом Комиссии по геополитике. С декабря 2007 — член Комитета ГД по международным делам. С сентября 2016 — работает в комитете по энергетике.
На выборах 2016 года, баллотируясь по Искитимскому одномандатному избирательному округу № 137, набрал 55,9 % голосов.
В ходе президентских выборов 2018 года был членом инициативной группы, выдвинувшей кандидатуру президента РФ Владимира Путина.
Сложил с себя полномочия депутата госдумы с 15 сентября 2020 года.
25 сентября 2020 года депутаты Законодательного собрания Новосибирской области наделили Карелина полномочиями сенатора Совета Федерации Федерального собрания Российской Федерации.

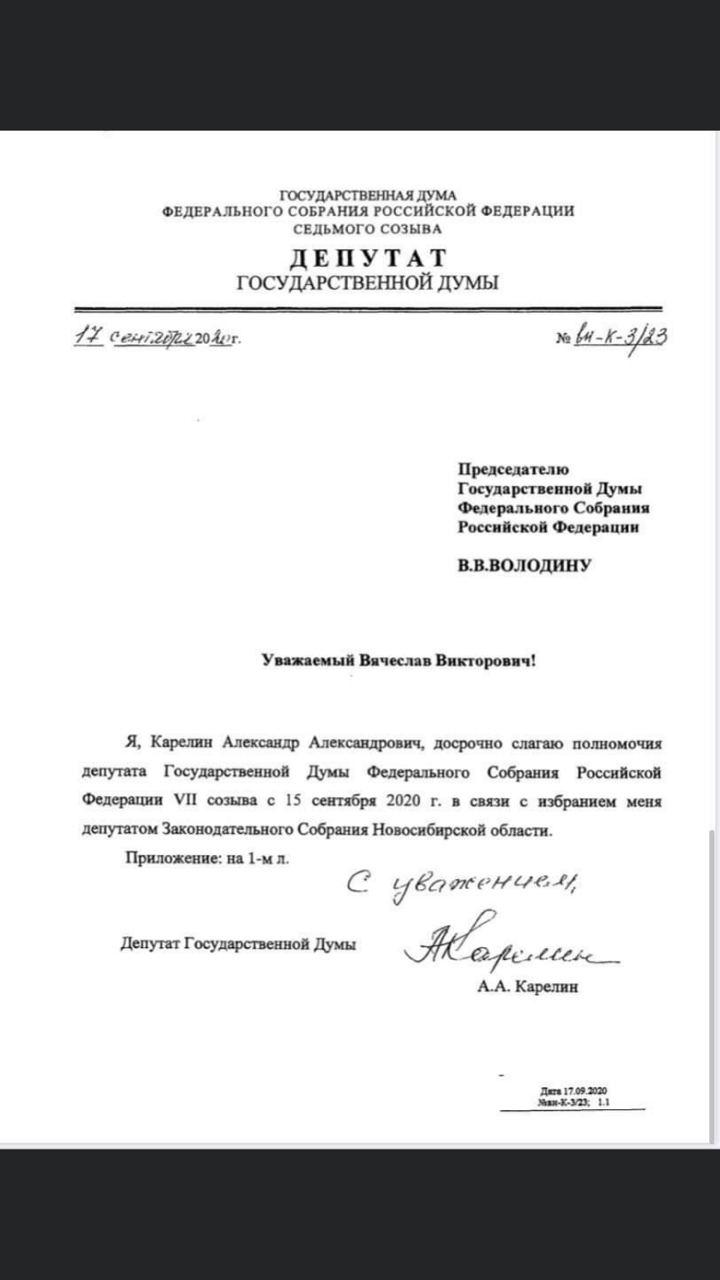
Заявление Карелина о сложении полномочий

## Законотворческая деятельность
С 1999 по 2020 год, в течение исполнения полномочий депутата Государственной Думы III, IV, V, VI, и VII созывов, выступил соавтором 17 законодательных инициатив и поправок к проектам федеральных законов.

## Учёная степень
Кандидат педагогических наук (1998), доктор педагогических наук (2002). Диссертации посвящены спортивной тематике.

## Международные санкции
Из-за поддержки российской агрессии и нарушения территориальной целостности Украины во время российско-украинской войны находится под персональными международными санкциями разных стран.
9 марта 2022 года, на фоне вторжения России на Украину, внесён в санкционный список всех стран Европейского союза так как он голосовал за ратификацию договоров о дружбе с самопровозглашёнными ЛНР и ДНР.
Указом президента Украины Владимира Зеленского от 7 сентября 2022 находится под санкциями Украины за «поддержку незаконным попыткам России аннексировать суверенную украинскую территорию путем проведения фиктивных референдумов».
30 сентября 2022 года внесён в санкционный список Соединенных Штатов Америки «за аннексию Путиным регионов Украины» и одобрения закона о фейках. Государственный департамент отмечает что сенаторы  «проголосовали за одобрение просьбы Путина о вводе войск в Украину, что послужило неоправданным предлогом для полномасштабного вторжения России в Украину».
24 марта 2022 года внесён в санкционный список Канады «соратников режима» за «содействие в нарушения суверенитета и территориальной целостности Украины»
По аналогичным основаниям, с 15 марта 2022 года находится под санкциями Великобритании.С 16 марта 2022 года находится под санкциями Швейцарии. С 21 апреля 2022 года находится под санкциями Австралии. С 3 мая 2022 года находится под санкциями Новой Зеландии.

## Награды и звания

### Награды и звания СССР
- Мастер спорта СССР (1984)
- Мастер спорта СССР международного класса (1985)
- Заслуженный мастер спорта СССР (1988)
- Орден Дружбы народов (1989)

### Награды и звания в России
- Герой Российской Федерации (26 августа 1996)
- Орден «За заслуги перед Отечеством» IV степени (2008)
- Орден Почёта (2001)
- Почётная грамота Президента Российской Федерации (2013)
- Благодарность Правительства Российской Федерации (30 января 2016) — за заслуги в законотворческой деятельности и многолетний добросовестный труд[31]
- Почётная Грамота Президиума Верховного Совета Российской Федерации (15 июня 1993) — за большой личный вклад в социально-культурное развитие города Новосибирска и в связи со 100-летием со дня его основания[32].
- Почётная грамота Президиума Верховного совета Российской Федерации (26 апреля 1993) — за долголетнюю плодотворную работу, большие личные заслуги в развитии физической культуры и спорта в Российской Федерации и в связи с 70-летием со дня образования первого в России физкультурно — спортивного общества «Динамо»[33]
- Медаль «Участнику военной операции в Сирии» (2016)[34]
- Почётный житель города Новосибирска[35]. Имеет знак отличия «За заслуги перед Новосибирской областью»[36]
- Памятный знак «За труд на благо города» (Новосибирск, 2013)[37]
- В 2013 году, в честь празднования 100-летия со дня рождения А. И. Покрышкина, награждён медалью Покрышкина[38]
- Орден «За заслуги перед Республикой Дагестан» (13 сентября 2017) — за заслуги в развитии спортивной борьбы[39]
- Медаль «За особые заслуги перед Омской областью» (5 декабря 2024) — за особые заслуги перед Омской областью в развитии и популяризации греко-римской борьбы, пропаганду здорового образа жизни
- В 2016 г. признан лучшим российским спортсменом 25-летия по версии газеты «Спорт-Экспресс»
- Обладатель приза движения Фэйр Плэй Fair play за честную игру в спорте, основанного Олимпийским комитетом России
- Два раза был признан лучшим спортсменом России
- В сентябре 1997 года он был признан человеком года в Новосибирске
- Полковник налоговой полиции (1995)

### Иностранные награды
- «Золотой пояс» лучший борец планеты (1989, 1990, 1992, 1994) (FILA)
- Международной федерацией любительской борьбы Александр Карелин был назван величайшим борцом греко-римского стиля XX века.[16]
- Орден Святого Саввы 2-й степени (Сербская Православная Церковь, 9 февраля 2013 года)[40]
- Кавалер Олимпийского ордена (2001) (МОК).[10]
- «Золотая ветвь» (2002) (FILA)
- «Член Зала Славы FILA»

### Награды международных и общественных организаций
- Почётный знак «За заслуги в развитии физической культуры, спорта и туризма» (27 ноября 2014 года, Межпарламентская ассамблея СНГ) — за значительный вклад в развитие физической культуры, спорта и туризма в государствах — участниках Содружества Независимых Государств, реализацию идей сотрудничества в сфере физической культуры, спорта и туризма[41]

## Семья
В его семье трое детей: сыновья Денис и Иван, дочь Василиса. Сын Иван занимается греко-римской борьбой, дочь Василиса — художественной гимнастикой. Денис занимается автоспортом.

## Сведения о доходах и собственности
Согласно официальным данным, доход Карелина за 2011 год составил 3,1 млн рублей. Карелину вместе с супругой принадлежат два земельных участка общей площадью 15 тыс. квадратных метров, жилой дом площадью более тысячи квадратных метров, 7 легковых автомобилей и 3 мотоцикла.
За 2018 год доход Карелина составил 7,4 млн рублей. В собственности: 6 ⅔ земельных участков общей площадью 63,4 тыс. квадратных метров, 5 жилых домов (1348 м²), 1 квартира, 7 легковых автомобилей, 2 квадроцикла и мотоцикл.

## Участие в съёмках
- В 1998 году снялся в ТВ-ролике с рекламой сока «Чемпион».
- В 2013 году дал интервью Дмитрию Гордону в программе «В гостях у Дмитрия Гордона»[44][45][46].
- В 2014, 2017, 2018 году принимал участие в телепередаче «Вечерний Ургант»[47][48][49].

## В кино
В фильме «Чемпионы: Быстрее. Выше. Сильнее» рассказывается история Карелина как один из центральных эпизодов ленты. В роли Карелина — Сергей Бондарчук-младший.
Документальный фильм «Три дня с Карелиным» 2004 г. (Из телевизионного цикла «Россия Богатырская» Реж. К. Нгуен и Ю. Крикунов).

## Названы в честь
Улица в с. Новолуговое около Новосибирска (карта 2ГИС)